# Pink Velvet
Pour les articles homonymes, voir Pink et Velvet.
Pour plus de détails, voir Fiche technique et Distribution.
Pink Velvet (Velours rose) est une trilogie américaine de films pornographiques réalisé par les studios VivThomas entre les années 2003 et  2005.
Le titre du film fait allusion au corps de la femme (velvet / velours) qui s'exprime dans un univers exclusivement féminin (pink / rose). Bien que la série soit classée « X », le film est très différent de ce genre de film. Il y a un vrai scénario avec de nombreux dialogues. Les filles sont toujours habillées au démarrage de chaque scène et il ressort toujours beaucoup de tendresse et d'amour des scènes érotiques. En utilisant un terme anglais, on peut dire que le film est un Softcore. En 2003, un making-of du premier Pink Velvet est sorti en vidéo dans un format court métrage.
En 2013, Viv Thomas a continué la série sous le nom de Club Pink Velvet.

## Pink Velvet 1
Fiche technique de PV 1
- Titre complet : Pink Velvet: The Innocence of Lesbian Love
- Réalisateur : Viv Thomas
- Scénario : Lewis Thomas
- Société : Rolling Images
- Langue : Anglais & hongrois
- Format : Couleurs
- Durée : 160 minutes
- Pays :  États-Unis
- Date de sortie : juillet 2003  États-Unis

Distribution de PV 1
- Monica Sweet : Jo
- Vicky Powell : la fille dans le train
- Cameron Cruz : Lisa, la patronne
- Barbarella : Ella, la fille de la patronne
- Eve Angel : Katie, une locataire
- Black Widow : Dolores, une locataire

Synopsis de PV 1
Ce 1er volet de la trilogie est découpé en huit scènes :
Scène 1
Pink Velvet raconte l'histoire de Jo, une jeune fille de Budapest, qui cherche une chambre à louer.
Elle trouve une femme qui loue des chambres dans sa maison de campagne et lorsque le film commence, 
Jo est en attente du train qui l'emmènera là-bas.
Une fois à l'intérieur du train, elle est rejointe par une autre fille qui s'assoit et commence à lire un livre. 
Jo n'est pas sûr au sujet de son orientation sexuelle et quand elle s'endort, elle se met à rêver de l'autre fille. 
Dans son rêve, l'autre fille s'approche d'elle pendant qu'elle dort. 
Elle pose sa main sur sa jambe, ce qui éveille Jo. 
Elles commencent à s'embrasser avec beaucoup d'amour jusqu'à ce que Jo se réveille soudainement, cette fois pour de vrai. 
Avec un petit sourire sur son visage, elle regarde par la fenêtre et le voyage continue.
Scène 2
Jo arrive à la maison et la porte est ouverte par Ella, la fille de Lisa. 
Jo est ensuite accueillie par Lisa et toutes les deux s'asseoient à la table de la cuisine. 
Lisa explique à Jo que c'est une maison calme, sans garçons. 
Jo pense que c'est bien, car elle a beaucoup d'examens à Noël et pourra aisément étudier. 
Lisa explique que l'une des conditions pour y rester, c'est qu'elle doit participer à l'entretien de la maison. 
Jo dit qu'elle comprend et qu'elle a décidé de rester.
Plus tard, une autre jeune fille arrive à la maison. 
C'est Katie, qui devra partager une chambre avec Ella car il y a plus d'autre chambre. 
Lorsque Lisa présente Katie à sa fille et explique à Ella l'arrangement de la chambre, toutes les deux semblent ravies.
Scène 3
Jo, qui est un peu fatiguée après avoir été de corvée nettoyage, est assise à la table de cuisine. 
Lisa entre dans la cuisine et demande à Jo si elle aimerait qu'elle lui fasse couler un bon bain chaud. 
Jo dit que ce serait très gentil de sa part.
Dans la salle de bains, Jo se déshabille pendant que Lisa prépare le bain. 
Lisa se rend compte du trouble de la jeune femme. Oui, l'orientation sexuelle de Jo est bien pour les femmes, Jo en a la certitude maintenant.
Lisa, tout en douceur, donne à Jo son premier baiser sensuel. Elle la déshabille et lui donne son bain.
Après ce moment de bonheur, Lisa se trouve sur le lit de Jo, l'embrasse doucement et lui dit « bonsoir ».
Scène 4
Ella est couchée sur le lit avec Katie.
Elle se penche sur Katie pour voir si elle est endormie. Comme elle estime que « oui », Ella se faufile hors de la chambre.
Katie était bien éveillée et regarde comme Ella file « à l'anglaise ». 
Ella se dirige en silence vers une autre porte du couloir.
Dolores, une troisième fille qui loue une chambre dans la maison, ouvre la porte.
Elle regarde si la voie est libre et permet ensuite à Ella d'entrer.
Dolores lui demande où elle était.
Ella répond : « Il y a une nouvelle fille dans ma chambre ! »
Dolores : « Elle partage ton lit ? »
Ella souriant : « Oui .. pourquoi, tu es jalouse ?! »
Elles finissent par faire l'amour sur le lit de Dolores.
Scène 5
Un matin, lorsqu'elles sont toutes à table pour le petit déjeuner, Dolores regarde Jo d'une manière « insistante et charmeuse », ce qui a pour effet de rendre Jo timide.
Plus tard dans la chambre d'Ella et de Katie, Katie regarde dans le miroir, de manière indiscrète, Ella se déshabiller.
Ella en tenue d'Eve rejoint dans les draps Katie qui semble somnoler. 
Mais Ella se rend compte que Katie pleure.
Katie a du mal à s'adapter à la vie dans la maison.
Ella la réconforte en se blotissant contre elle et lui dit qu'elle va prendre soin d'elle.
Plus tard encore, le même soir, Dolores pénètre dans la chambre de Jo et s'arrête près de son lit. 
Jo se réveille et lui demande ce qu'elle veut.
Dolores dit qu'il fait si froid et lui demande si elle peut dormir avec elle.
Elles parlent pendant un certain temps et finalement Jo ne s'oppose pas quand Dolores veut l'embrasser.
Elles font l'amour, et ensuite quand elles se remettent à discuter, Jo raconte à Dolores ce qui s'est passé dans la salle de bain, l'autre soir avec Lisa.
Elle explique à Dolores que c'était incroyable lorsque Lisa l'a embrassé.
Dolores demande : « Est-ce mieux qu'avec moi ? »
Jo répond : « Ne sois pas trop étonnée.... mais je suis amoureuse de Lisa »
Scène 6
Lisa plait également à Dolores qui ne s'en cache pas.
En femme d'expérience, et se retrouvant seule dans son bureau, Lisa ne se fait pas prier pour offrir à Dolores ce qu'elle attend.
Scène 7
Lisa se promène dans la chambre de Jo. Jo n'est cependant pas là.
Lisa trouve la chambre plutôt en désordre.
Elle tombe sur une page ouverte du journal intime de Jo.
Jo écrit entre autres choses qu'elle ne peut pas arrêter de penser à Lisa.
Jo entre dans la pièce et lui demande ce qu'elle fait.
Lisa demande à Jo de s'asseoir sur le lit avec elle.
Elle lui dit qu'elle a lu certains passages de son journal.
Jo se lève du lit et saisit le journal, le place dans le tiroir et dit d'un ton accusateur : « Vous ne devez pas lire les journaux des autres »
Lisa se dirige vers elle et dit : « Il est parfaitement naturel d'aimer les autres filles, Jo. »
Lisa taquine Jo en touchant doucement sa peau et lui demande : « Tu veux me voir nue ? » 
Après quelques secondes d'hésitation, Jo murmure « Oui ».
Lisa se déshabille lentement devant Jo craintive.
Lorsque Lisa a enlevé tous ses vêtements, elle sourit et dit : « Es-tu heureuse maintenant ? »
Elles commencent à s'embrasser passionnément.
Jo rompt le baiser à un moment donné, regarde avec envie dans les yeux de Lisa et lui dit : « Je te veux tellement ! »
Elles se jettent l'une sur l'autre et continuent à s'embrasser.
Finalement, Lisa demande à Jo si elle est amoureuse d'elle. 
La réponse de Jo la rend très heureuse : « Oui Je t'aime tellement ! »  
Lisa: « C'est ce que je voulais entendre. »
Scène 8
Katie se sent beaucoup mieux maintenant, elle et Ella sont devenues de très bonnes amies.
Un jour, elles fouillent dans le placard et essayent des tenues différentes.
Elles décident de jouer un jeu de rôle. Pour cela, Ella met un uniforme d'écolière tandis que Katie met des vêtements d'hommes.
Ella met la touche finale à Katie devant le miroir et lui dit brusquement : « Je voudrais que nous soyons amies... » 
Il y a un moment de flottement. 
Mais Ella poursuit et demande : « Je peux t'embrasser ? »
À la grande satisfaction d'Ella, Katie accepte.
Par la suite, Ella dit à Katie qu'elle veut être avec elle pour toujours, 
mais Katie met le doigt sur les lèvres d'Ella pour l'empêcher d'en dire plus.
C'est la fin du film, et le texte « À suivre... » apparait.

## Pink Velvet 2
Fiche technique de PV 2
- Titre complet : Pink Velvet 2: The Loss of Innocence
- Réalisateur : Viv Thomas
- Scénario : Lewis Thomas
- Société : Vivthomas.com
- Langue : Anglais & hongrois
- Format : Couleurs
- Pays :  États-Unis
- Date de sortie : 1er avril 2004  États-Unis

Distribution de PV 2
- Barbarella : Ella
- Monica Sweet : Jo
- Vera : Vera, la collègue de Jo
- Anoushka : Anoushka, la belle-mère de Jo
- Jamie : Jamie, la petite amie d'Anoushka
- Peaches : Peaches, la belle-sœur de Jo

Synopsis de PV 2
Ce 2d volet est composé de huit scènes :
Scène 1
Tout comme dans le film original, Pink Velvet 2 commence par une courte scène d'introduction. 
Alors qu'Ella dort dans son lit, dans la pénombre, Jo se faufile dans sa chambre et commence à embrasser son corps dénudé et à la caresser.
Le moment est exquis, mais brusquement Ella se réveille en sueur. Elle a rêvé.
Elle se dirige vers la salle de bains pour se laver et se remettre de ses émotions.
Ella tombe ensuite sur une carte postale que sa mère (Lisa) a reçu de Jo, et découvre ainsi leur histoire d'amour.
Jalouse, Ella n'est pas heureux d'apprendre ça et décide de séduire la famille de Jo pour se venger. 
Scène 2
Contrairement à Ella, Jo n'est plus à Budapest, elle loge chez sa belle-mère et sa belle-sœur (Anoushka et Peaches) qui vivent au Portugal.
Jo se réveille un matin, et après avoir pris une douche, elle part pour le travail.
Jo travaille en tant que promoteur immobilier et est en très bon terme avec sa collègue Vera.
Sa demi-sœur Peaches se réveille aussi, mais beaucoup plus tard dans la journée, et quand elle est dans la cuisine, sa mère lui téléphone.
Anoushka lui rappelle qu'elle doit nettoyer la cuisine, car la petite amie d'Anoushka, Jamie va venir au cours de la soirée.
Jo et Vera sont en train de déjeuner ensemble, et là, Jo révèle à Vera qu'elle n'a jamais eu de petit ami car elle préfère les filles.
Vera lui dit qu'elle le savait.
Rassurée que sa collègue le prend si bien, Jo demande alors à Vera ce qu'elle fait ce week-end.
Plus tard dans l'après-midi, Jo regarde la télévision mais la sonnette retentit.
En ouvrant la porte, elle est extrêmement surprise de se trouver face à face avec Ella.
Elles tombent dans les bras l'une de l'autre.
Peu après, elles prennent un bain de soleil dans le jardin.
Ella est en train d'admirer le corps de Jo quand soudainement elle remarque deux femmes se serrant l'une contre l'autre à l'intérieur de la maison.
Elle demande à Jo qui elles sont. 
Jo dit que c'est sa belle-mère Anoushka avec sa petite amie Jamie. 
Scène 3
Plus tard, le soir venu, nous retrouvons Anoushka et Jamie qui font l'amour dans leur chambre très légèrement éclairée.
Les deux femmes forment un couple très uni et très amoureux.
Scène 4
C'est le lendemain matin, et Ella est occupée à changer de vêtements quand Peaches entre dans sa chambre.
Elles se présentent, et Ella déjà entreprennante lui répond « J'aime les pêches... »
Ella découvre que Peaches est aussi Hongroise.
Plus tard dans la même journée, Ella rencontre également la mère de Peaches, 
Anoushka dit à Ella qu'elle est la bienvenue et qu'elle peut rester dans la maison pendant qu'elle est au Portugal.
Quand elle s'éloigne, elle se retourne et dit à Ella qu'elle peut prendre ce qu'elle veut dans le réfrigérateur, « Ne soyez pas timide. » 
Ella répond avec un sourire malicieux : « N'ayez crainte, je ne serai pas timide... ! »
Ella la suit dans sa chambre, mais quand elle entre dans la pièce, elle entend qu'Anoushka est en train de prendre une douche.
Ella s'assied sur le lit d'Anoushka face à la porte de la salle de bain et commence à se masturber.
Lorsqu'Anoushka sort enfin de sa douche, elle est évidemment surprise par ce qu'elle voit.
Ella s'approche d'Anoushka et l'embrasse, mais Anoushka se retire.
Ella dit : « Maintenant, qui est timide ? »
Anoushka dit d'une voix faible : « Je ne peux pas le faire... »
Ella : « Bien sûr, que vous pouvez le faire, puisque vous le voulez ! »
Elle l'embrasse à nouveau, mais Anoushka parvient à se contrôler et arrête le baiser une fois de plus.
Elle pointe son doigt vers Ella et dit qu'elle est l'amie de sa fille.
Ella, sourit, hausse les épaules, et rectifie en disant : « belle-fille ».
Ella arrache tout à coup la serviette de bain d'Anoushka, la couche sur le lit et s'assied sur elle.
La résistance d'Anoushka a vite disparu.
Scène 5
C'est le week-end. Jo se fait belle pour son rendez-vous avec Vera.
Elles déjeunent ensemble, puis descendent à la plage.
Elles marchent sur la plage et se couchent sur leurs serviettes.
Vera est très timide lorsqu'elle se change et se met en bikini, ce qui amuse beaucoup Jo.
Plus tard, Jo fait un massage du pied à Vera, mais dit que ce qu'elle préfère, c'est le baiser.
Vera s'aisit l'occasion et dit : « Montre-moi... »
Elles commencent à s'embrasser doucement et comme les choses s'échauffent de plus en plus, 
elles réalisent soudainement qu'elles sont sur une plage publique, et décident alors de retourner chez Jo.
Scène 6
Immédiatement après qu'elles sont rentrées dans la maison, elles se jettent l'une sur l'autre.
Elles courent jusqu'à la chambre de Jo et s'allongent sur le lit.
À un moment donné Jo demande à Vera si elle est sûre qu'elle veut le faire.
La réponse de Vera est immédiate. Elle attrape Jo, glisse ses mains sous ses vêtements et l'embrasse avidement.
Scène 7
Peaches est debout devant le miroir de sa chambre et explore son corps, le regarde sous différents angles et doucement se toucher.
Pendant ce temps, Ella qui compte séduire Peaches, se trouve dans l'entre-porte et l'observe.
Lorsque Peaches se rend compte qu'elle était observée, elle répond embêtée qu'elle se changeait.
Ella dit : « J'ai vu ce que tu faisais... tu ne pas avoir honte. » 
Ella s'approche et commence à caresser doucement Peaches qui en est très nerveuse.
Elle l'embrasse, et soudainement, c'est Peaches qui prend le dessus et l'embrasse avec fougue.
Ella lui dit de ralentir. Elle s'assied sur le lit et ordonne à Peaches de terminer à se déshabiller elle-même.
Lorsqu'elle est entièrement nue, Ella lui dit de la rejoindre...
Scène 8
C'est le dernier jour avant qu'Ella retourne en Hongrie.
Jo trouve Ella en train de pleurer et quand Jo lui demande pourquoi elle est si triste, 
Ella avoue que la seule raison pour laquelle elle est venue au Portugal a été de se venger.
Elle raconte qu'elle a trouvé la carte postale que Jo avait envoyé à sa mère. 
Ella continue en disant qu'elle est désolée d'avoir couché avec sa belle-mère et sa belle-sœur.
Jo dit que c'est OK, mais Ella dit que ce n'est pas OK, 
car elle comprend maintenant que la véritable raison d'être venue c'est de voir Jo.
Elle dit qu'elle ne peut pas s'empêcher de penser à elle. 
Elles se font un long câlin. Ella demande ensuite à Jo si elles peuvent coucher ensemble cette nuit. Jo lui répond par un sourire.
Plus tard dans la soirée on les retrouvent toutes les deux dans la chambre de Jo, 
elles mettent leur chemise de nuit et puis se brossent les dents, enfin, essayent de se brosser les dents car elles rient tellement.
Quand elles sont couchées ensemble dans le lit, elles se disent bonne nuit, et Jo éteint la lumière.
Ella se retourne et dit qu'elle a oublié de l'embrasser en lui disant bonne nuit.
Elles se donnent un rapide baiser sur les lèvres et la lumière s'éteint à nouveau.
Encore une fois, la lumière est rallumée, Jo dit que le baiser était si court.
Ella lui demande si elle en veut un plus gros, et Jo dit que oui.
C'est le début d'une nuit inoubliable.

## Pink Velvet 3
Fiche technique de PV 3
- Titre complet : Pink Velvet 3: A Lesbian Odyssey
- Réalisateur : Viv Thomas
- Scénario : Lewis Thomas
- Société : Vivthomas.com
- Langue : Anglais
- Format : Couleurs
- Pays :  États-Unis
- Date de sortie : 27 mai 2005  États-Unis

Distribution de PV 3
- Monica Sweet : Jo
- Cameron Cruz : Lisa, la propriétaire de l'hôtel
- Barbarella : Ella, la fille de la propriétaire
- Peaches : Peaches
- Brittany Stone : Lolita
- Eve Angel : Katie / Eve
- Sandra Shine : une serveuse de l'hôtel
- Henrietta : la veilleuse de nuit
- Sophie Moone : une femme d'affaires
- Sandy : l'amante de Lisa
- Gina B. : Kissing Lady

Synopsis de PV 3
Ce 3e volet comprend sept scènes :
Scène 1
Lisa est devenue l'heureuse propriétaire d'un magnifique hôtel. 
Elle est dans son bureau et parle avec sa fille Ella.
Elle aimerait que sa fille prenne le poste de directeur de service.
Ella aime la description du poste, ce qui implique entre autres de prendre soin de groupes d'entreprises qui sont en séjour à l'hôtel.
Elles parlent également de Jo, et Ella explique qu'elle ne ressent plus rien pour elle.
Ensuite nous voyons une jeune fille (Lolita) qui entre dans l'hôtel et demande à la fille de la réception la clé de sa chambre.
Lisa se trouve là aussi, et la jeune cliente surprend son regard.
Plus tard, quand Lolita décide d'utiliser le jacuzzi de l'hôtel, Lisa profite de l'occasion pour la rejoindre, elle se déshabille elle-aussi, et rentre à dans l'eau.
Lisa demande à Lolita avec qui elle est venue... « Je suis avec mes parents » répond Lolita.
Tout en continuant la conversation, Lisa se rapproche de plus en plus de Lolita. Elle lui caresse de temps en temps les bras.
Lolita est séduite sans même s'en rendre compte. Les caresses de Lisa se font plus précises...
Scène 2
Ella accueille la représentante d'une société (Sophie Moone), qui est venu voir les installations de l'hôtel.
Elle lui montre les salles d'accueil, les salles de réunion, les chambres...
Lorsqu'elles ont fini la visite, elles se disent au revoir et la cliente retourne vers sa voiture, mais elle s'arrête, se ravise et fait demi tour.
Elle va à la réception et dit à Ella d'un regard malicieux qu'elle a oublié ses clefs dans la chambre qu'elles ont visité.
Ella lui rend son regard coquin et vont vers la chambre. Nous les retrouvons s'embrasser passionnément sur le lit
Scène 3
C'est la nuit. Nous retrouvons Lisa et sa nouvelle amante Sandy au lit.
Sandy qui n'a apparemment pas sommeil demande à Lisa « Es-tu réveillé ? »
Lisa qui comprend où elle veut en venir, se retourne et se laisse embrasser.
Après avoir fait l'amour passionnément, Sandy lui demande si elle l'aime, mais Lisa évite de lui répondre.
Scène 4
Peaches est venu du Portugal pour voir Ella, mais elle est arrivée au milieu de la nuit et elle se perd.
Elle est à la fois en colère et à peur car elle ne trouve pas l'hôtel.
Elle téléphone à Ella pour demander son chemin. Elle finit par trouver l'hôtel, et frappe à la porte d'entrée.
Henrietta, la veilleuse de nuit, entend les coups. Elle lui demande si elle est une cliente... « Non non non, je suis Peaches! »
« Qui est Peaches ? » demande Henrietta.
« Je suis l'amie d'Ella », répond Peaches.
Henrietta : « Je ne sais pas qui est Ella. »
Peaches, dont l'humeur n'est plus des meilleures, lui explique qu'Ella est la fille de Lisa.
Henrietta la fait entrer et propose de lui faire un Cappuccino.
Elles s'assoient dans un canapé, et Peaches dit à Henrietta qu'elle et Ella sont très proches.
Henrietta répond par un « hmmmm ! » qui en dit long sur son interprétation du « très proches ».
Scène 5
Deux des serveuses de l'hôtel (Sandra Shine et Eve Angel) empruntent secrètement à la réception la clé d'une chambre disponible. 
Elles se faufilent et s'isolent dans la chambre... pour mieux se retrouver en amoureuses.
Pourtant elles n'ont fait connaissance que récemment, car elles s'échangent ensuite leur numéro de téléphone portable.
L'une des filles dit « j'ai déjà une Katie dans mon répertoire ». 
Katie répond « Tu peux mettre Eve, car on m'appelle souvent ainsi ».
Il s'agit bien de la même Katie que dans le premier film de la série.
Scène 6
Par un matin brumeux, une fille se dirige vers l'hôtel.
Il s'agit de Jo, qui vient pour retrouver Lisa, qu'elle n'a plus vue depuis qu'elle a déménagé au Portugal.
Elle demande à la jeune femme de la réception si Lisa est là, mais on lui dit qu'elle ne sera de retour que dans l'après-midi.
Jo loue une chambre, et s'assoye dans le salon pour prendre un café et lire un livre en attendant.
Pendant ce temps, dans la chambre de Lisa, Sandy se réveille quand elle entend quelqu'un entrer dans sa chambre.
Mais comme Sandy porte un bandeau de nuit sur les yeux, elle sourit en pensant que c'est Lisa.
Mais ce n'est pas Lisa, c'est Ella sa fille.
Sandy ne retire pas son bandeau et laisse la fille monter sur son lit.
Ella a décidé de profiter de la situation et commence à embrasser et caresser l'amante de sa mère lesbienne.
Quelle n'est pas sa surprise lorsque Sandy retire son bandeau. 
Déjà échaudée, Sandy ne peut s'empêcher de continuer...
Scène 7
Lorsque Lisa revient à l'hôtel en fin de journée, la jeune femme de la réception l'informe qu'une jeune fille la cherche.
Lisa lui demande le nom de la jeune fille. « Je pense que c'était Jo. »
Lisa regarde est agréablement surprise. Elle obtient le numéro de chambre de Jo, 
et dit à la fille de réception : « Si quelqu'un me demande, je ne suis là. »
Elle va jusqu'à la chambre de Jo, mais Jo n'est pas là. Elle est dans la salle de fitness.
Un peu plus tard lorsque Jo retourne dans sa chambre d'hôtel et qu'elle est sur le point de commencer à se déshabiller,
elle entend une voix reconnaissable provenant d'un coin sombre de la salle : « Bonjour Jo. »
Une lampe est allumée, et elle voit Lisa qui est en lui donnant un signal de marcher vers elle.
Lisa caresse doucement le visage de Jo et lui dit : « Je t'ai manquée, Jo ? »
Elles commencent à s'embrasser avec fougue, car il leur semble qu'il y a une éternité de cela.
Quand elles finnissent par faire une pause pour reprendre leur souffle, 
Jo demande à Lisa: « Tu m'aimes encore ? »
Cette fois, la réponse de Lisa vient immédiatement : « Oui, je t'aimerai toujours, Jo ».
Ensuite, Lisa demande à Jo si elle est de retour en Hongrie pour de bon, et si elle va rester avec elle. 
Jo sourit et murmure « oui ».

## The Making of 'Pink Velvet'
Fiche technique du Making of
- Titre : The Making of 'Pink Velvet'
- Réalisateur : Viv Thomas
- Scénario : Lewis Thomas
- Société : Vivthomas.com
- Genre : Court métrage, Making-of
- Durée : 40 minutes
- Langue : Anglais
- Format : Couleurs
- Pays :  États-Unis
- Date de sortie : 2003  États-Unis

Distribution du Making-of
- Monica Sweet : Jo
- Cameron Cruz : Lisa
- Barbarella : Ella
- Eve Angel : Katie
- Black Widow : Dolores
- Henrietta : Elle-même (la maquilleuse)
- Avril Mouton : Elle-même (la coiffeuse)
- Viv Thomas : Lui-même (le réalisateur)
- Lewis Thomas : Lui-même (le scénariste)

## Club Pink Velvet 1
Fiche technique de Club PV 1
- Titre complet : Club Pink Velvet: The Beginning
- Réalisateur : Viv Thomas
- Distribution : Girlfriends Films
- Format : Couleurs
- Durée : 122 minutes
- Pays :  États-Unis
- Date de sortie : 2013  États-Unis

Distribution de Club PV 1
- scène 1 : Henessy et Valentina Nappi
- scène 2 : Henessy et Valentina Nappi
- scène 3 : Cayenne Klein et Nesty
- scène 4 : Angel Snow et Ivana Sugar
- scène 5 : Angel Snow et Henessy

## Club Pink Velvet 2
Fiche technique de Club PV 2
- Titre complet : Club Pink Velvet: Filling The Slots
- Réalisateur : Viv Thomas
- Distribution : Girlfriends Films
- Format : Couleurs
- Durée : 130 minutes
- Pays :  États-Unis
- Date de sortie : 2013  États-Unis

Distribution de Club PV 2
- scène 1 : Cindy Hope et Madlin
- scène 2 : Blue Angel et Nicole Smith
- scène 3 : Brandy Smile et une girl
- scène 4 : Nia Black et Vanda Lust
- scène 5 : Eve Angel et Lana S

## Club Pink Velvet 3
Fiche technique de Club PV 3
- Titre complet : Club Pink Velvet: Lesbian Heaven
- Réalisateur : Viv Thomas
- Distribution : Girlfriends Films
- Format : Couleurs
- Durée : 101 minutes
- Pays :  États-Unis
- Date de sortie : novembre 2013  États-Unis

Distribution de Club PV 3
- scène 1 : Lorena Garcia et Tess Lyndon
- scène 2 : Nicole Smith et Taylor Shay
- scène 3 : Nicole Smith et Terra
- scène 4 : Eve Angel et Taylor Shay
- scène 5 : Eve Angel et Lorena Garcia